# آرتور توماسیان
آرتور بابکنی توماسیان (ارمنی: Արթուր Բաբկենի Թովմասյան؛ زادهٔ ۲ دسامبر ۱۹۶۲) فیزیک‌دان، سیاست‌مدار، قانون‌گذار و استاد دانشگاه اهل جمهوری آرتساخ که نماینده دوره‌های ششم و هفتم مجلس ملی این کشور بوده‌است وی هم‌اکنون ریاست این مجلس را برعهده دارد.